# Regno di Lori
Il Regno di Lori (in armeno: Լոռու թագավորութուն), noto anche come il Regno del Tashir-Dzoraget o Regno di Albania, era un Regno armeno del X-XII secolo, formatosi durante la disgregazione dell'Armenia bagratide. Fu fondato dalla famiglia dei Kiurikidi, ramo cadetto della famiglia dei Bagratidi.
Il Regno includeva i territori del nordest dell'attuale Armenia, dell'Azerbaigian e della Georgia.
Fino alla sua caduta nel 1113, il reame conobbe un periodo di pace che propiziò lo sviluppo della vita culturale, concretizzatosi poi con la fondazione di parecchi monasteri, tra i quali vi sono Haghpat e Sanahin.

## Storia
Nel 972, il Re d'Armenia Ashot III donò al figlio cadetto Gurgen I la provincia di Lori, assieme al titolo nobiliare di Principe. 
Nel 979, o nel 980 (o anche nel 982), Gurgen assunse il titolo di Re, inaugurando la linea dinastica dei sovrani bagratidi di Lori. 
Ashot costituì questo Regno probabilmente con l'intento di armenizzare politicamente e culturalmente i confini armeno-georgiani.
Dalla fine del X secolo, quando i Regni bagratidi e arçrouni della Grande Armenia caddero l'uno dopo l'altro nelle mani bizantine (il Taron nel 968, il Tayk nel 1001, il Vaspourakan nel 1021 o nel 1022, Ani nel 1045, Kars nel 1065), solamente Lori sfuggì agli imperatori. Il Regno, che conobbe il suo apice sotto il Regno di David I, si estendeva verso nordest e sosteneva l'emiro di Tiflis.
David fondò una nuova città, Lori, in cui suo figlio Gurgen II trasferì la capitale.
Il Regno si mantenne, ma dovette far fronte alla comparsa dei Selgiuchidi e Gurgen si sottomise a Alp Arslan nel 1064.
La sua capitale e i monasteri di Haghpat e Sanahin furono assaliti e devastati nel 1105. 
Nel 1113, i suoi figli si rifugiarono a Tavush (abbandonata nel 1145) e a Matznaberd. 
L'ultimo dei quattro re della linea dinastica, David II trasferì la capitale a Matsnaberd, ove governò fino al 1118.
Nel 1118, Lori e il monastero di Akhtala furono conquistati. L'antico Regno fu quindi riunito all'Armenia zacaride dei principi Zakaridi.
Comunque, alcuni membri della famiglia mantennero par circa un secolo i possedimenti col titolo di signori di Matznaberd.
È solo alla fine del secolo che, approfittando dello smembramento dell'Impero selgiuchide, i Bagratidi di Georgia, con Davide IV il Ricostruttore e Giorgio III, aiutati dai nakharark rifugiati in Georgia, cominciarono a liberare l'Armenia Settentrionale e quindi l'antico Regno.

## Elenco dei Re di Lori
I sovrani del Regno di Lori (dopo il 1113, signori di Matznaberd) sono i seguenti:
- Gurgen I (o Kiourikê I) († 989), Re di Lori (972/980/982-989), figlio di Ashot III.
- David I Anholin († 1048), Re di Lori (989-1048), figlio di Gurgen I.
- Gurgen II (o Kiourikê II) († 1089), Re o curopalate di Lori (1048-1089), figlio di David I.
- David II e Abas I, curopalates di Lori (1089-1113), poi signori di Tavouch e di Matznaberd (1113-v.1145), figli di Gurgen III.
- Gurgen III (o Kiourikê III), signore di Tavouch e di Matznaberd (circa 1145-circa 1185), figlio di David II.
- Abas II, signore di Tavouch e di Matznaberd (circa 1185-circa 1192), figlio di Gurgen III.
- Aghsartan I, signore di Matznaberd (circa 1192-circa 1236), figlio naturale di Abas II.
- Gurgen IV (o Kiourikê IV), signore di Matznaberd (circa 1232-circa 1236), figlio di Aghsartan I.
- Pahlavan, signore di Matznaberd (circa 1236-circa 1259), figlio di Gurge IV.
- Taqiaddin, signore di Matznaberd (circa 1259-circa 1260), fratello di Pahlavan.
- Aghsartan II, signore di Matznaberd (circa 1260-????), fratello di Pahlavan e Taqiaddin.

Il monastero di Haghpat ospita le tombe della maggior parte dei sovrani e dei signori di Matznaberd.

Il Regno di Lori nell'Armenia bagratide, verso l'anno mille.